# Freeways (album)
Freeways è il sesto album in studio del gruppo rock canadese Bachman–Turner Overdrive, pubblicato nel febbraio 1977.

## Tracce
1. Can We All Come Together – 5:54
2. Life Still Goes On (I'm Lonely) – 3:55
3. Shotgun Rider – 5:17
4. Just for You – 4:43
5. My Wheels Won't Turn – 5:20
6. Down, Down – 4:18
7. Easy Groove – 5:00
8. Freeways – 4:53

## Formazione
- Randy Bachman – chitarra, voce, basso, lap steel guitar
- Robbie Bachman – batteria
- Blair Thornton – chitarra, cori
- C.F. Turner – basso, voce